# Alessandro Venturella
Alessandro Venturella er en britisk musiker, der i øjeblikket er bassist for bandet Slipknot. Han har tidligere spillet som leadguitarist for Krokodil og Cry for Silence. Tidligere i sin karriere var han turnetechteknologi for Mastodons Brent Hinds, Coheed og Cambria, Arkitekter og Fightstar.